# Milnor (Dakota Północna)
Milnor – miasto w Stanach Zjednoczonych, w stanie Dakota Północna, w hrabstwie Sargent.